# Інтернет2

Інтернет 2

Інтернет2 (англ. Internet2) — некомерційний консорціум з більш між 212 американських університетів у співпраці з 70 корпораціями комп'ютерної індустрії, 45 урядовими організаціями, лабораторіями, а також з більш ніж 50 міжнародних організацій, що займається створенням передових мережевих програм та технологій для прискорення появи «Інтернету Майбутнього». Консорціум також підтримує власну експериментальну високошвидкісну мережу Абілін (англ. Abilene Network). Коли говорять «Інтернет2», то мають на увазі тільки мережу Абілін — а не консорціум.
Відмінні риси «Інтернет2» — використання протоколу передачі даних Ipv6, засобів multicast (широкомовної передачі даних декільком абонентам одночасно), підтримка QoS (засобу забезпечення пріоритетної якості в передачі відео- і голосової інформації), а також використання високошвидкісних (10 Гбіт/с) магістральних каналів.

## Історія розвитку
Як і перший Інтернет, вона зародилася в США. А якщо говорити більш точно, то через практично безконтрольне розростання звичайного Інтернет і перевантаження його паразитним (з погляду вчених) трафіком, їм (ученим) довелося шукати альтернативу. Такою альтернативою стала побудова нової мережі (кодова назва — Інтернет2), до якої спочатку були підключено кілька десятків університетів і кілька корпорацій. Крім властиво обміну інформацією, мережа була зручним полігоном для тестування нових технологій. Вона з самого початку планувалася для високих швидкостей (100мб і 1гб швидкості), тому необхідно було розробити й нові протоколи передачі даних маршрутизації, тому що існуючі протоколи працювали б не оптимально в новій мережі .
1996
- Обрано першого керівника проекту «Інтернет2». Ним став Майкл М. Робертс (англ. Michael M. Roberts]).
- До проєкту приєдналось 34 університети.

1997
- У проєкті 123 університети і 6 корпорацій.
- Перша зустріч членів об'єднання у Бернінгемі, Каліфорнія.
- Створений консорціум.
- Канада стає першим закордонним партнером
- Циско (англ. Cisco) стає першим корпоративним партнером

1998
- У проєкті 123 університети, 30 корпорацій і 22 незалежних членів.
- Мережа Інтернет2 представлена у Білому Домі
- Перший день Інтернет2

1999
- У проєкті 168 університети, 54 корпорацій і 27 незалежних членів.
- NCNI надає технологічну підтримку Інтернет2

2000
- У проєкті 182 університети, 54 корпорацій і 22 незалежних членів.
- Поставлений перший рекорд швидкості 831Мбіт\сек
- Бере початок програма SEGP
- Доступна астрономічна обсерваторія через інтернет2

2001
- У проєкті 188 університети, 74 корпорацій і 42 незалежних членів.
- Моллі Корбет Броад (англ. Molly Corbett Broad) стає президентом консорціума.
- Починається робота над Ipv6

2002
- У проєкті 197 університети, 60 корпорацій і 42 незалежних членів.
- Запуск проєкту Internet2 Detective.
- Запуск проєкту OpenSAML
- Перший рекорд швидкості з допомогою Ipv6 39.81 ТераБіт\м\сек.

2003
- У проєкті 203 університети, 64 корпорацій і 40 незалежних членів.
- Побитий рекорд швидкості 1 ТераБіт\год
- Реалізовано OWAMP 1.0
- Реалізовано Shibboleth 1.0

2004
- У проєкті 205 університети, 77 корпорацій і 45 незалежних членів.
- Завершено оновлення мережі.
- Ларрі Фалкнер(англ. Larry Faulkner) стає президентом консорціума.

2005
- У проєкті 205 університети, 72 корпорацій і 44 незалежних членів.
- Реалізовано InCommon Federation

2006
- Реалізовано WaveCo Service
- Реалізовано Signet and Grouper

## Мета консорціуму
- Створити найбільш ідеальну мережу для американських дослідницьких співтовариств
- Розробити революційні Інтернет-застосунки
- Забезпечити швидке поширення нових мережевих служб і застосунків для широких кіл користувачів Інтернету

## Основні проекти консорціуму
- Протокол Ipv6 (Ipv6 Working Group)
- Зв'язок один -з — багатьма (Multicast Working Group)
- Якість сервісу (Quality of Service Special Interest Group, Qos)
- Підпрограмне забезпечення (Middleware Initiative)
- K20 (K20 Initiative) * Продуктивність кінця-в- кінець (End-to-end Performance Initiative, E2Epi)
- Гібридна оптична й пакетна інфраструктура (Hybrid Optical and Packet Infrastructure, HOPI)
- Користувач Internet2 (The Internet2 Commons)
- Розподілене сховище (Distributed Storage Initiative, DSI)
- Цифрове відео (Digital Video Initiative, DVI)
- Голос по протоколу IP (Voice over IP Working Group)

## Географія Інтернет2
Мережа розросталася досить швидко і сьогодні покриває досить велику територію США. Її ядром є магістраль Abilence, її пропускна здатність становить 10 Гбіт/сек, а кожен комп'ютер, підключений до неї, одержує швидкість не менше 100 Мбіт/сек.[уточнити]

## Використання Інтернет2
Підключення клієнтів до мережі здійснюється через «точки присутності» — gigapops, вони дозволяють ефективно використовувати пропускну здатність усієї мережі .
По більшій частині мережа використовується для наукових цілей — дистанційне керування експериментами, доступ в обсерваторії, розподілена обробка величезних масивів даних і звичайно цифрове відео. Можливість мультикастинга відкриває практично безмежні перспективи (у розумних рамках, які залежать від загальної пропускної здатності мережі), тому для відеоконференцій, а також для віщання звичайного відео, мережа використовується досить активно. Скажімо, для дистанційного навчання студентів — трансляція лекцій у реальному часі або з архіву по мережі .